# 柏田ユウリ
柏田 ユウリ（かしだ ユウリ、1984年11月29日 - ）は、日本の舞台女優、ナレーター。

愛知県刈谷市出身。サンパウロ日本人学校、南山大学人文学部心理人間学科卒業。身長163cm。血液型O型。

## 来歴
帰国子女で、幼稚園から中学までの約10年間をプエルトリコ → パナマ → ブラジル・サンパウロで過ごしていたという。帰国後は南山大学へ進学し、学内の演劇部に所属。その間、名古屋を拠点に活動する劇団にも参加していた。2003年に初舞台を経験。
大学卒業後もクリアレイズ取締役の多田木亮佑が主宰する劇団「少年ボーイズ」に所属し、舞台女優としての活動を続けていたが、2008年9月に中京テレビの契約アナウンサーとなる。
それ以降はアナウンサーとしての活動がメインで、舞台女優としての活動は実質休止していたが、2013年7月にナゴヤイケシタ☆シアタームーンで行われた『その夏、錆びたトタン屋根の上で』でおよそ5年ぶりに舞台に上がった。これを機に舞台女優としての活動を再開させており、2014年にCTV MID ENJIN （中京テレビの子会社）が制作した短編特撮web映画『セーラーファイト!』にもカシダ博士役で出演している。
2016年3月29日、同年3月をもって中京テレビとのアナウンサー契約を終了することを自身のブログで公表した。専業のナレーターに転身してからは活動拠点を東京方面へ移しているが、中京テレビでのナレーターの仕事も続けている。
2017年、ナレーター・フリーアナウンサーを中心とした芸能事務所・ザ・ユニバースにサテライトメンバーとして所属。
2019年2月、事務所の先輩である三村ロンドとの結婚を発表。
2021年4月、アトミックモンキーに移籍。
2025年2月1日、自身のXアカウントにて、前日付でアトミックモンキーを退所したことを発表、フリー期間を経て、同年4月1日付で三村が代表取締役を務めるアルマックスエージェンシーへの所属が発表された。

## 人物
イラストを描くのが得意で、中京テレビアナウンスルームのブログや雑誌のコラムでたびたびその腕前を披露している（「絵日記」カテゴリのエントリーおよび2010年2月16日・17日のエントリーで閲覧可能）。ブログでは元同局アナウンサーの鹿内美沙と田岡咲香をよく描いていた。英検2級と銀粘土技能認定者の資格を持っている。

## 担当番組

### 中京テレビ
- NNNストレイトニュース 中京テレビローカルパート（コーナーナレーター）
- ミヤネ屋 中京テレビNEWS （「健康ナビ」ナレーター）
- 中京テレビNEWSリアルタイム（リポーター、ナレーター、気象情報担当、「青春よカムバック!アニメソングが熱い!」の回のタイトルイラスト担当）[13][14]
- チュウキョ〜くんといっしょ! （2008年10月 - 2014年3月、コーナーナレーター）
- まもなく!愛の修羅バラ! （2009年7月 - 2009年9月、ナレーター）
- わが子に伝えたい…私の絶景（2009年7月 - 2009年11月、ナレーター）
- news every. 中京テレビローカルパート（月曜・水曜・木曜ナレーター、リポーター） - 土曜版『news every.サタデー』も担当。
- 恋するゴルコン（2010年4月 - 2010年5月、ナレーター）
- 夢か なう（2010年7月 - 2010年8月、ナレーター）
- NEWS ZERO 中京テレビローカルパート
- Going! Sports & News 中京テレビローカルパート
- 幸せの黄色い仔犬（2010年10月 - 2012年9月、コーナーナレーター）
- PS （2010年11月 - 2013年3月、不定期出演）
- グッジョブ7 （2011年4月 - 2012年9月、ナレーター）
- サタメン!!! （ナレーター）
- SKE48の世界征服女子（ナレーター、コーナーアニメ「ぬっこ。」いっこ役、司会）
- 花咲け!マジカルチュウキョ〜くん（2012年3月 - 2014年3月、ナレーター）
- キャッチ! （ナレーター）
- SKE48の世界征服女子 season2 （ナレーター）
- チュ〜ポン!TV （2012年10月 - 2015年3月、ナレーター）
- 真相報道 バンキシャ! 中京テレビローカルパート
- でんじろう先生のはぴエネ! （ナレーター、アバターのキャラクターボイス）
- Paraサイト劇場（ソリオくん役）
- ビックラコイタ 中京テレビ! （2014年4月 - 2015年3月、ナレーター）
- NAGOYA-DAGAYA （2014年11月1日 - 2016年11月19日、ナレーター）
- チュウキョ〜ちゃん（2015年3月 - 2016年11月、ナレーター）
- ともだチュウキョ〜! （2015年4月 - 2016年3月、ナレーター）
- 60代からの夢チャレンジ アラカン（2015年7月 - 、ナレーター） - アナウンサー契約の終了後にも引き続きナレーターを務めている[15]。
- このほか、『高田・大竹・渡辺のオヤジ三人旅』や『第29回全国高等学校クイズ選手権 中部大会』など数多くの特番でナレーターを務めた。

### 他局の番組
すべてナレーターとしての参加。
- 珍種目No.1は誰だ!? ピラミッド・ダービー（TBSテレビ）
- 世界の文学がわかる!あらすじ名作劇場（BS朝日）
- イチゲンさん〝おはつ〟できますか? （テレビ東京）
- 日本絶景舞踏旅（ダンスチャンネル by エンタメ〜テレ）

## 執筆
- B.L.T.中部版（2011年10月号 - 2012年3月号、東京ニュース通信社）